# Aniuar Borissowitsch Gedujew

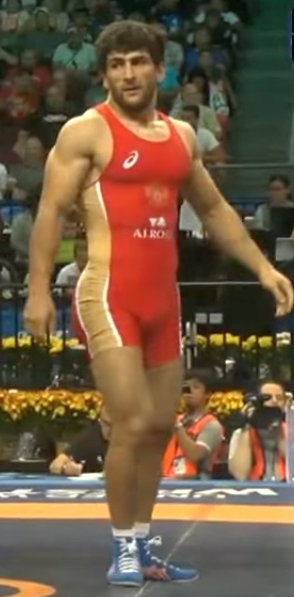
Aniuar Gedujew

Aniuar Borissowitsch Gedujew (russisch Аниуар Борисович Гедуев; * 26. Januar 1987) ist ein russischer Ringer. Er wurde 2013 und 2014 Europameister im freien Stil im Weltergewicht.

## Werdegang
Der aus der russischen Teilrepublik Kabardino-Balkarien stammende Aniuar Gedujew begann als Jugendlicher mit dem Ringen. Er konzentriert sich dabei auf den freien Stil. Er ist Armeeangehöriger und startet für CSKA Krasnodar. Trainiert wurde bzw. wird er von A.W. Sakujew, Alexis Chassijew und A.G. Magomedow. 
Im Juniorenalter trat Aniuar Gedujew noch nicht besonders hervor. Sein erstes erwähnenswertes Ergebnis stammt von den russischen Meisterschaften 2009, wo er im Weltergewicht hinter Denis Zargusch und Alexander Gostijew einen hervorragenden 3. Platz belegte. Seine internationale Laufbahn begann im Jahre 2010 mit der Teilnahme an wichtigen Turnieren. So belegte er z. B. beim Welt-Cup 2010 in Moskau hinter Murad Gaidarow, Belarus und Tschamsulwara Tschamsulwarajew, Aserbaidschan, den 3. Platz. 
2011 wurde er im Weltergewicht hinter Irbek Walentinowitsch Farnijew russischer Vizemeister. Im Dezember 2011 startete er beim Testturnier für die Olympischen Spiele 2012 in London und siegte dort vor Andrew Howe, USA, Əşrəf Əliyev, Aserbaidschan und Zhang Chongyao aus China. 2012 und 2013 konnte er sich bei den russischen Meisterschaften nicht im Vorderfeld platzieren.
2013 siegte er beim größten und wichtigsten russischen Ringerturnier in Krasnojarsk vor Saba Chubeschtu, Rasul Dschukajew und Kachaber Chubeschty, alle Russland und wurde deshalb erstmals bei internationalen Meisterschaften, den Europameisterschaften in Tiflis, eingesetzt. Dort stellte er sich bestens vorbereitet vor und wurde mit Siegen über Tomasz Rogisz, Polen, Dawit Chuzischwili, Georgien, Leonid Basan, Bulgarien, Grigori Grigorjan, Armenien und Gábor Hatos, Ungarn, neuer Europameister. Bei den Weltmeisterschaften dieses Jahres wurde vom russischen Ringer-Verband der russische Meister von 2013 Kachaber Chubeschty eingesetzt.
2014 siegte Aniuar Gedujew wieder beim "Iwan-Yarigin"-Memorial in Krasnojarsk und wurde deshalb wieder bei den Europameisterschaften im April 2014 in Vantaa/Finnland an den Start geschickt. Er war auch dort erfolgreich und konnte mit Siegen über Jakob Makaraschwili, Georgien, Krystian Brzozowski, Polen, Ali Schabanau, Belarus und den Routenier Jabrail Hasanow aus Aserbaidschan zum zweiten Mal Europameister werden.
2015 kam er sowohl bei den Europäischen Spielen in Baku als auch bei den Weltmeisterschaften in Las Vegas zum Einsatz. In Baku holte er sich in überlegenem Stil den nächsten Europameistertitel und in Las Vegas gewann er nach einer Niederlage im Halbfinale gegen Jordan Burroughs und einem Sieg in der Trostrunde über Alireza Ghasemi aus dem Iran eine Bronzemedaille.
Im olympischen Ringerturnier 2016 in Rio de Janeiro gewann Aniuar Gedujew in der ersten Runde über Bekzod Abdurachmanow aus Usbekistan und warf im nächsten Kampf den Titelverteidiger und mehrfachen Weltmeister Jordan Burroughs aus dem Rennen. Im Halbfinale besiegte er auch seinen alten Rivalen Jabrail Hasanow, im Kampf um den Olympiasieg verlor er allerdings gegen Hassan Yazdani aus dem Iran und gewann so die Silbermedaille.

## Internationale Erfolge
| Jahr | Platz  | Wettbewerb                                      | Gewichtsklasse | Ergebnisse |
| 2010 | 3.     | "Iwan-Yarigin"-Golden-Grand-Prix in Krasnojarsk | Welter         | hinter Denis Zargusch und Alexander Gostijew, beide Russland |
| 2010 | 1.     | "Yasar-Dogu"-Memorial in Istanbul               | Welter         | vor Kamal Malikow, Russland, Tschamsulwara Tschamsulwarajew, Aserbaidschan und Seyed Riyahi, Iran |
| 2010 | 3.     | Welt-Cup in Moskau                              | Welter         | hinter Murad Gaidarow, Belarus und Tschamsulwara Tschamsulwarajew |
| 2010 | 8.     | Golden-Grand-Prix in Baku                       | Welter         | Sieger: Alexander Gostijew vor Trent Paulson, USA und Tschamsulwara Tschamsulwarajew |
| 2010 | 2.     | Ramsin-Kadyrow-Cup in Grosny                    | Welter         | hinter Muslim Dadajew, vor Irbek Farnijew, beide Russland und Nick Marable, USA |
| 2011 | 1.     | FILA-Test-Turnier in London                     | Welter         | vor Andrew Howe, USA, Əşrəf Əliyev, Aserbaidschan und Zhang Chongyao, China |
| 2012 | 3.     | "Iwan-Yarigin"-Golden-Grand-Prix in Krasnojarsk | Welter         | hinter Denis Zargusch und Adam Saitijew, beide Russland |
| 2012 | 1.     | "Henri-Deglane"-Challenge in Nizza              | Welter         | vor Ahmed Gadschimagomedow, Russland, Luca Lampis, Frankreich und Alexander Lapschin, Russland |
| 2013 | 1.     | "Iwan-Yarigin"-Golden-Grand-Prix in Krasnojarsk | Welter         | vor Saba Chubeschty, Rasul Dschukajew und Kachaber Chubeschty, alle Russland |
| 2013 | 1.     | EM in Tiflis                                    | Welter         | nach Siegen über Tomasz Rogisz, Polen, Dawit Chuzischwili, Georgien, Leonid Basan, Bulgarien, Grigori Grigorjan, Armenien und Gabor Hatos, Ungarn                                                          |
| 2014 | 1.     | "Iwan-Yarigin"-Memorial in Krasnojarsk          | Welter         | vor Achmed Gadschimagomedow, Isa Daudow und Azamaz Sanakojew, alle Russland |
| 2014 | 1.     | EM in Vantaa/Finnland                           | bis 74 kg      | nach Siegen über Jakob Makraschwili, Georgien, Krystian Brzozowski, Polen, Ali Schabanau, Belarus und Jabrail Hasanow, Aserbaidschan                                                                       |
| 2015 | 1.     | Europäische Spiele 2015 in Baku                 | bis 74 kg      | nach Siegen über Ali Schabanau, Georgios Savvoulidis, Griechenland, Selimchan Chadijew, Frankreich, Jumber Kwelaschwili, Georgien und Söner Demirtas, Türkei                                               |
| 2015 | 3.     | WM in Las Vegas                                 | bis 74 kg      | nach Siegen über Asnage Castelly, Haiti, Soksuke Takatani, Japan, Jabrail Hasanow und Raschid Kurbanow, Usbekistan, einer Niederlage gegen Jordan Burroughs, USA und einem Sieg über Alireza Ghasemi, Iran |
| 2016 | Silber | OS in Rio de Janeiro                            | bis 74 kg      | nach Siegen über Bekzod Abdurachmanow, Usbekistan, Jordan Burroughs und Jabrail Hasanow und einer Niederlage gegen Hassan Yazdani Charati, Iran                                                            |

## Russische Meisterschaften
| Jahr | Platz | Gewichtsklasse | Ergebnisse                                                                  |
| 2009 | 3.    | Welter         | hinter Denis Zargusch und Alexander Gostijew, gemeinsam mit Taimuras Frijew |
| 2011 | 2.    | Welter         | hinter Irbek Farnijew und vor Tamasan Schamsutdinow und Kamal Malikow       |
| 2016 | 1.    | bis 74 kg      | vor Denis Zargusch, Chussey Sujuntschew und Asamat Sanakojew                |

Erläuterungen
- alle Wettkämpfe im freien Stil
- OS = Olympische Spiele, WM = Weltmeisterschaften, EM = Europameisterschaften
- Weltergewicht, Gewichtsklasse bis 74 kg Körpergewicht